# Venezuela, política y petróleo
Venezuela, política y petróleo, publicado en 1956, es un ensayo escrito por el expresidente Rómulo Betancourt, en el cual analiza la historia de la explotación petrolera en Venezuela y la posición asumida por las diferentes administraciones nacionales (desde Cipriano Castro hasta Marcos Pérez Jiménez).

## Tema
El libro sirve también de justificación y explicación de las medidas tomadas cuando fue presidente de la Junta Revolucionaria de Gobierno (1945-1948).

## Distribución
La primera edición apareció en México en 1956 bajo el sello del Fondo de Cultura Económica.